# يوجين هربرت كلاي
يوجين هربرت كلاي (بالإنجليزية: Eugene Herbert Clay)‏ هو سياسي أمريكي، ولد في 3 أكتوبر 1881 في ماريتا في الولايات المتحدة، وتوفي بنفس المكان في 22 يونيو 1923.